# Neusticomys peruviensis
Neusticomys peruviensis és una espècie de mamífer rosegador de la família dels cricètids. És endèmic del Perú, on viu a altituds d'entre 200 i 400 msnm. El seu hàbitat natural són els boscos primaris perennifolis per on transcorren rierols. S'alimenta d'insectes aquàtics i, possiblement, crancs. Es creu que no hi ha cap amenaça per a la supervivència d'aquesta espècie. El seu nom específic, peruviensis, significa ‘peruà’ en llatí.